# 南魚沼市バイオマスタウン構想
南魚沼市バイオマスタウン構想（みなみうおぬましばいおますたうんこうそう）とは、環境共生を謳い、豊かな自然環境の保全と活用を図り、持続可能な循環型社会の構築を推進することを目的としている。

## 経過
- 2008年（平成20年）- 1月、南魚沼市・湯沢町循環型社会形成推進地域計画を公表。
- 2009年（平成21年）- 3月31日、南魚沼市バイオマスタウン構想が第33回で公表（農林水産省大臣官房環境バイオマス政策課バイオマス推進室）
- 2010年（平成22年）- 全国300ヶ所が目標。
- 2012年（平成24年）-　2月10日、農林水産省バイオマス事業化戦略検討チーム初会合。[1]
  - 3月1日、バイオマス&エネルギー expo in 新潟が開催。[2]

## 効果
- バイオマスの有効活用による循環型社会の形成
- 堆肥の利用促進による安全・安心な農産物づくり
- 地域の活性化
- 環境への負荷の軽減

## 事業
- 堆肥の安定供給事業
  - 南魚沼広域有機センターで、家畜排せつ物を主原料として、 約5,000 t /年（15.51 t /日）の規模で堆肥を生産（家畜排せつ物 23,065 t /年を全て堆肥化しても、堆肥生産量は 10,287 t /年）
    - 水田耕地面積 6,050ha（H20耕地面積統計）に対し、年間 1 t /10aの基準で施肥するとすれば、本市全域で60,500t/年の堆肥が必要。
    - 優良農地（圃場整備済みで 20a/区画以上）が全体の33.5％であるため、優良農地の約50％の供給力しかない。
    - きのこ栽培に伴い発生する食品廃棄物（きのこ等の非食用部 72,264 t /年）を堆肥原料。
    - もみ殻 6,419 t /年、稲わら 31,893 t /年。[3]
    - 家庭系食品廃棄物 12,168 t /年はついては、簡易型堆肥化装置により堆肥化。
- 木質ペレット化事業
  - 「きのこ栽培」ハウスで必要とする灯油 1,100 KL /年に相当する木質ペレットは、2,420 t /年となる。
    - 製材工場等残材 2,191 t /年、建設発生木材 4,908 t /年、剪定枝（果樹・公園）123 t /年、林地残材   2,959 t /年。
- メタン発酵事業
  - 下水汚泥（27,828 t /年）等や食品廃棄物をメタン発酵の原料として利用し、メタン発酵施設から生み出されるバイオガスを電気や熱エネルギーに変換し有効活用する。また、メタン発酵施設から発生する発酵残さを原料として、堆肥、土壌改良材、液肥を製造し、安全・安心な地域農産物の生産に活用する。
- 廃食用油（1,268 t 年）をバイオディーゼル 事業化。

## バイオマスの利活用推進体制
- 「南魚沼市バイオマス利活用推進部会（仮称）」を設置。

## 利活用目標
- 廃棄物系バイオマス：現在の利用率92％を96％に向上。
- 未利用バイオマス：現在の利用率31％を41％に向上。

## バイオマスタウン構想策定委員会
- JA魚沼みなみ
- JAしおざわ
- 南魚沼森林組合
- 大和商工会
- 六日町商工会
- 塩沢商工会
- 南魚沼市
  - 農林課
  - 環境課
  - 下水道課
  - 環境衛生センター

## バイオマスタウン構想策定庁内事務局会議
- 企画政策課 企画政策課長（事務局長）・（企画主幹・企画班）
- 農林課 農地林務係長
- 環境課 環境係長
- 下水道課 工務係長
- 環境衛生センター センター管理係長
- 商工観光課 商工主幹